# Jacques Widerkehr
Jacques Widerkehr, né le 18 avril 1759 à Strasbourg et mort le 18 octobre 1827 à Paris, est un violoncelliste et compositeur français.

## Biographie
Jacques Chrétien Michel (ou Jacques Christian Michel) Widerkehr naît le 18 avril 1759 à Strasbourg.
Dans sa jeunesse, il apprend à jouer de plusieurs instruments, notamment du basson et du violoncelle, qu'il étudie avec Joseph Dumonchau. Il est ensuite l'élève de François-Xavier Richter en composition. Arrivé à Paris en 1783, il est violoncelliste au Concert Spirituel et au Concert de la Loge olympique,.
En 1790, il est second basson au Théâtre comique et lyrique du boulevard Saint-Martin puis entre en tant que tromboniste à l'orchestre de l'Opéra, poste qu'il quitte cependant rapidement. Il est alors nommé professeur de solfège à l'époque de la fondation du Conservatoire de Paris (1795), mais se retire en 1802, à la suite d'une réforme de l'établissement.
Il meurt en avril 1823 à Paris.
François-Joseph Fétis qualifie Widerkehr de « compositeur de mérite pour la musique instrumentale » et souligne qu'il « a obtenu de brillants succès par ses symphonies concertantes pour plusieurs instruments à vent ; ses ouvrages et ceux de Devienne furent longtemps ce qu'on connut de mieux en France pour ce genre de pièces ».

## Œuvre
Comme compositeur, Widerkehr s'est particulièrement distingué comme auteur de nombreuses symphonies concertantes, un genre très prisé en France à l'époque. Choron et Fayolle précisent qu'elles « sont généralement regardées comme ce que l'on possède de mieux en ce genre » en leur temps. En édition moderne, les matériels d'une Symphonie concertante pour cor, basson et orchestre en fa majeur, d'une autre en do majeur, ainsi que d'une Symphonie concertante en mi bémol majeur pour 2 cors et orchestre sont disponibles chez Robert Ostermeyer verlag. 
Fétis signale également deux symphonies de sa plume, non éditées, deux recueils de romances avec accompagnement de piano, diverses œuvres pour piano, des quatuors à cordes, des quintettes à cordes, des sonates pour violon, violoncelle et piano et des sonates pour violon et piano, ainsi que de nombreuses pièces de musique de chambre pour instruments à vent : en édition moderne, on trouve par exemple chez Egge verlag Trois trios pour flûte, hautbois et basson, chez Musica Rara, la Duo-sonate no 1 pour hautbois (ou violon) et piano, chez IMD la Duo-sonate no 2 pour hautbois (ou violon) et piano, chez Phylloscopus publications Trois trios pour flûte, cor et basson.

## Philippe Widerkehr
Jacques Widerkehr, dit « l'aîné », est parfois confondu avec Philippe(-Melchior) Widerkehr, dit « le jeune », possiblement son frère, également tromboniste et compositeur d'origine alsacienne, né à Strasbourg le 18 mai 1765, caporal de la Musique de la garde nationale en 1789, professeur de solfège au Conservatoire de Paris de 1795 à 1816.

## Discographie
- Widerkehr : the Duosonatas, Bart Schneemann (hautbois classique), Paolo Giacometti (pianoforte), Channel Classics CCS SA 19204, 2004[10].